# Mój najlepszy rok
Mój najlepszy rok – amerykańska komedia z 1982 roku.

## Fabuła
Nowy Jork, rok 1954. Aktor Alan Swann był kiedyś gwiazdą filmu. Ale jego życie prywatne nie układa się. Żona odeszła od niego zabierając córkę, a on sam popadł w ogromne kłopoty z alkoholem i oddał się bez reszty romansom. Niestety, romanse te kosztowały go masę pieniędzy. Żeby kompletnie nie splajtować, Alan decyduje się wystąpić w talk-show. Producenci programu do opieki nad aktorem wyznaczają młodego pisarza, jego fana. Obaj panowie zaprzyjaźniają się.

## Główne role
- Peter O’Toole – Alan Swann
- Mark Linn-Baker – Benjy Stone
- Jessica Harper – K. C. Downing
- Joseph Bologna – King Kaiser
- Bill Macy – Sy Benson
- Lainie Kazan – Belle Carroca
- Anne De Salvo – Alice Miller
- Basil Hoffman – Herb Lee

i inni

## Nagrody i nominacje
Oscary za rok 1982
- Najlepszy aktor - Peter O’Toole (nominacja)

Złote Globy 1982
- Najlepsza komedia/musical (nominacja)
- Najlepszy aktor w komedii/musicalu - Peter O’Toole (nominacja)
- Najlepsza aktorka drugoplanowa - Lainie Kazan (nominacja)